# Jaroslav Vaněk
Jaroslav Vaněk (20. dubna 1930, Praha – 15. listopadu 2017 Ithaca, New York, USA) byl americký ekonom českého původu. 

## Život
Maturoval v Praze, odkud krátce po únoru 1948 odešel do exilu. Vystudoval statistiku, matematiku a ekonomii na Sorboně (diplom 1952) a postgraduálně ekonomii na Ženevské univerzitě (1954). V roce 1955 odešel do USA, kde roku 1957 obdržel doktorát na Massachusettském Technologickém Institutu, absolvoval MBA na Stanfordově univerzitě.
V roce 1966 se stal profesorem ekonomie, a v roce 1969 mezinárodní ekonomie, na Cornellově univerzitě, kde od roku 1970 řídil program Participation and Labor Managed Systems (Participace a řízení podniků spolupracovníky), pracoval také na strategiích jeho realizace v postkomunistických zemích.
Jako hostující profesor působil na Institutu ekonomie v Bělehradě (1972), na Katolické univerzitě v Lovani, Belgie (1974), na Nizozemském institutu pro pokročilá studia v humanitních a sociálních vědách (1975–6) a v Ústavu sociálních studií v Haagu, Nizozemsko (1978).
V roce 1971 byl poradcem vlády v Peru a v letech 1978–9 ekonomickým poradcem ministerského předsedy Turecka. Dále poradcem řady samosprávných podniků po celém světě. Založil (1986) a řídí společnost STEVEN (Sustainable Technology and Energy for Vital Economic Needs), která vyvíjí technologie vhodné pro rozvojové země.
Přispěl k vývoji Heckscher-Ohlin modelu, který se z makroekonomického pohledu pokouší vysvětlit specializace zemí v mezinárodním obchodu.
Mezi Vaňkovy hlavní/váznamné publikace patří General Theory of Labor-managed Market Economies (Obecná teorie participativně řízených tržních ekonomik) a Participatory Economy: An Evolutionary Hypothesis and a Strategy for Development (Ekonomika účasti: hypotéza evoluce a strategie rozvoje).

## Publikace
- International Trade: Theory and Economic Policy (Mezinárodní obchod: teorie a ekonomická politika), 1962
- The Natural Resource Content of U.S. Foreign Trade, 1870-1955, MIT Press, 1963
- General Equilibrium of International Discrimination: The Case of Customs Unions, Harvard University Press, 1965
- Estimating foreign resource needs for economic development : theory, method, and a case study of Colombia, with Richard Bilsborrow, McGraw-Hill, 1967
- Maximal Economic Growth (Maximální ekonomický růst), 1968
- Producer Co-operatives and Labor-managed Systems, Edward Elgar, 1968
- General Theory of Labor-managed Market Economies (Obecná teorie práce spravovaných tržních ekonomik), Cornell University Press, 1970
dostupné online
- Participatory Economy: An Evolutionary Hypothesis and a Strategy for Development (Ekonomika účasti: hypotéza evoluce a strategie rozvoje), Cornell University Press, 1971, 1975
- (jako redaktor) Self-Management: Economic Liberation of Man, Penguin Books, 1975
- The Labor-Managed Economy: Essays (Ekonomika řízená pracovníky: Eseje Jaroslava Vaňka), Cornell University Press, 1977
- Crisis and Reform: East and West, Essays in Social Economy, vlastní vydání, 1989
  - Kríza a reforma: Východ a západ, Eseje o sociálnej ekonomike, preklad Jaroslava Perlakiová. M. Belica, Bratislava 1990
  - Krize a reforma: Východ a Západ, Eseje o společenské ekonomice, překlad Jan Sýkora, Institut výchovy a vzdělávání MZe ČR, Praha 1990
- Unified Theory of Social Systems: A Radical Christian Analysis (Jednotná teorie sociálních systémů: Radikální křesťanská analýza), Cornell University, 2000. Dostupné online. Český překlad pod názvem Sjednocená teorie společenských systémů - radikální křesťanská analýza vydal v roce 2013 KSLP – Česká společnost pro zaměstnaneckou participaci,o.s.